# マルガレーテ・クレメンティーネ・フォン・エスターライヒ
マルガレーテ・クレメンティーネ・マリア・フォン・エスターライヒ（Margarethe Klementine Maria von Österreich, 1870年7月6日 - 1955年5月2日）は、オーストリア＝ハンガリー帝国の帝室の一員。トゥルン・ウント・タクシス侯アルベルトに嫁いだ。

## 生涯

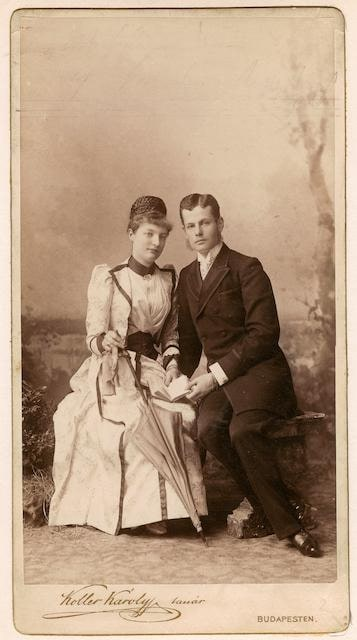
マルガレーテ・クレメンティーネとアルベルト、1890年

ハプスブルク＝ロートリンゲン家のうちハンガリー副王家出身のヨーゼフ・カール・ルートヴィヒ大公と、その妻でザクセン＝コーブルク＝ゴータ家の分家コハーリ侯爵家の公女クロティルデの間の次女として生まれた。
1890年7月15日にブダペストにおいて、オーストリア皇后エリーザベトの甥にあたるトゥルン・ウント・タクシス侯爵家の当主アルベルトと結婚した。1950年にはトゥルン・ウント・タクシス家の本拠であるレーゲンスブルクの名誉市民となった。
1955年、レーゲンスブルクで亡くなった。

## 子女
夫アルベルトとの間に8人の子女をもうけた。
- フランツ・ヨーゼフ（1893年 - 1971年） - トゥルン・ウント・タクシス家家長
- ヨーゼフ・アルベルト（1895年）
- カール・アウグスト（1898年 - 1982年） - トゥルン・ウント・タクシス家家長
- ルートヴィヒ・フィリップ（1901年 - 1933年） - 1922年、ルクセンブルク大公女エリザベートと結婚
- マックス・エマヌエル（1902年 - 1994年）
- エリーザベト・ヘレーネ（1903年 - 1976年） - 1923年、ザクセン王家家長フリードリヒ・クリスティアンと結婚
- ラファエル・ライナー（1906年 - 1993年） - 同族のマルガレーテ・フォン・トゥルン・ウント・タクシスと結婚
- フィリップ・エルンスト（1908年 - 1964年） - 同族のオイラリア・フォン・トゥルン・ウント・タクシスと結婚